# Benedetta Faravelli
Benedetta Faravelli (* 25. November 1998 in Moncalieri) ist eine italienische Ruderin.

## Karriere
Benedetta Faravelli begann 2009 mit dem Rudersport. 2015 gab sie ihr internationales Debüt und gewann die Silbermedaille im Achter bei der Junioren-Europameisterschaft hinter den Rumäninnen. Bei den anschließenden Junioren-Weltmeisterschaften gelang es dem italienischen Achter zwar die Rumäninnen zu schlagen, allerdings gewannen sie am Ende wieder die Silbermedaille, dieses Mal hinter dem Boot aus Deutschland. Ein Jahr später belegte sie im Achter den fünften Platz bei den Junioren-Europameisterschaften 2016. Zur Junioren-Weltmeisterschaft in Rotterdam wechselte sie in den Vierer ohne Steuerfrau. Zusammen mit Laura Meriano, Ludovica Braglia und Lara Maule konnte sie hinter dem deutschen Boot die Silbermedaille gewinnen.
Nachdem sie 2017 nicht für die Nationalmannschaft nominiert wurde, startete sie 2018 beim zweiten Weltcup der Saison 2018 in Linz/Ottensheim. Zusammen mit Stefania Gobbi, Aisha Rocek und Giorgia Pelacchi belegte sie den sechsten Platz im Vierer ohne. Im Juli trat sie in Posen bei der U23-Weltmeisterschaft im Vierer mit Steuerfrau an. Hinter den Vereinigten Staaten konnte sie mit Giovanna Schettino, Claudia Destefani, Laura Meriano und Diletta Diverio mal wieder die Silbermedaille gewinnen. Zum Abschluss der Saison wurde sie als Ersatzfrau für die Weltmeisterschaft in Plowdiw nominiert, blieb aber ohne Einsatz. 2019 war sie erst Ersatzfrau bei der Europameisterschaft und startete zwei Wochen später beim zweiten Weltcup der Saison in Posen. Gemeinsam mit Ludovica Serafini, Giorgia Pelacchi und Laura Meriano belegte sie im Vierer ohne den dritten Platz im C-Finale, was in der Endabrechnung Platz 15 bedeutete. Bei den U23-Weltmeisterschaften trat sie wie schon im Vorjahr im Vierer mit Steuerfrau an. Im Vergleich zum Vorjahr rückte Giorgia Pelacchi für Giovanna Schettino in die Mannschaft. Es gelang den fünf Italienerinnen vor den Booten aus Frankreich und Australien den Titel zu gewinnen.
Nachdem 2020 der Großteil der Saison abgesagt wurde, startete sie im September bei den U23-Europameisterschaften mit Khadija Alajdi El Idrissi, Veronica Bumbaca und Giorgia Pelacchi im Vierer ohne. Die vier gewannen die Silbermedaille hinter dem Boot aus Rumänien und vor den Niederländerinnen. Im Oktober durfte sie wieder als Ersatzfrau zu den Europameisterschaften mitfahren, blieb aber auch dieses Mal ohne Einsatz.

## Internationale Erfolge
- 2015: Silbermedaille Junioren-Europameisterschaften im Achter
- 2015: Silbermedaille Junioren-Weltmeisterschaften im Achter
- 2016: 5. Platz Junioren-Europameisterschaften im Achter
- 2016: Silbermedaille Junioren-Weltmeisterschaften im Vierer ohne Steuerfrau
- 2018: Silbermedaille U23-Weltmeisterschaften im Vierer mit Steuerfrau
- 2019: Goldmedaille U23-Weltmeisterschaften im Vierer mit
- 2020: Silbermedaille U23-Europameisterschaften im Vierer ohne